# Nucli històric de Tortosa
El nucli històric de Tortosa és un conjunt arquitectònic urbà del municipi de Tortosa (Baix Ebre) declarat bé cultural d'interès nacional.

## Descripció
El sector urbà de Tortosa declarat conjunt historicoartístic correspon al nucli que rodejaven les muralles del segle xiv, els límits de les quals no es van ultrapassar fins al segle xix. Resta encaixat entre l'Ebre i les muntanyes. Limita al nord pel barranc de Célio, en el barri de Remolins, i al sud pel que és aproximadament avui el carrer de Teodoro González. En aquest temps, el riu arribava fins al pany de cases situades a la banda est de l'actual avinguda de Felip Pedrell.
En ser reconquerida la ciutat el 1148 per Ramon Berenguer IV, va començar per a ella una nova etapa de prosperitat. Van tenir ara un paper important en l'economia urbana els jueus. Establert en un principi en un sector del dit barri de Sant Jaume, el call jueu es va ampliar posteriorment cap al nord, conformant el barri de Remolins. Més al sud, el sector de la catedral i els barris de Santa Clara i el Garrofer completaven fins al segle xiii la ciutat. Els carrers de la Rosa, Sant Felip Neri i el de Montcada eren els eixos urbans. Aquesta darrera zona és la que conserva més gran nombre d'edificis o restes interessants, tant d'època medieval –la Seu, Palau Episcopal, els palaus Despuig i Oriol, Convent de Santa Clara–, com renaixentista, amb el gran conjunt dels Reials Col·legis, o posteriors com el Palau Capmany o el Palau dels Abària i Aldana. Hi ha també remarcables construccions modernistes, com ara el temple de la Reparació, la casa Grego, l'antic l'escorxador (actualment Museu de Tortosa), etc.
Finalment, la zona entre els barris de Santa Clara, el Garrofer i el riu, a la dreta de l'actual pont, correspon al sector d'eixample del segle xiv, època d'important empenta econòmica i demogràfica per a la ciutat. Els esdeveniments posteriors, i especialment les desfetes de la Guerra Civil de 1936-39, han transformat bastant la seva fesomia i el fan diferenciar de la resta del nucli antic. Els edificis de valor històric han estat traslladats a altres punts de la ciutat al llarg del temps –Porxo del Blat de l'antiga Llotja, església del Roser, Palau dels Oliver de Boteller– o, com en altres llocs, han desaparegut.
El 1999 s'efectuaren obres de restauració i consolidació de les muralles. També s'han construït nous edificis com el de la Biblioteca «Marcel·lí Domingo», un modern edifici administratiu de la Generalitat de Catalunya amb un gran aparcament subterrani al carrer Montcada o un segon edifici judicial (inaugurat l'any 2019) a la plaça dels Estudis.

## Història
La importància de Tortosa ha estat sempre en relació amb l'eix comercial de l'Ebre. Hom creu que era un enclavament base ja en època íbera i que la seva importància continuà en temps de la dominació grega. Amb l'arribada dels romans Dertosa prengué el seu protagonisme comercial. El nucli de la ciutat romana estava estructurat al voltant de l'actual catedral, cruïlla del "cardo" i el "decumanus", on hi havia probablement el forum. Amb la conquesta àrab es bastí la fortalesa de la Suda, però el perímetre urbà ja traçat no va ser desbordat.
La prosperitat que demostren les restes medievals no va continuar en època moderna. La ciutat va perdre el seu paper de centre comercial important, que suposà una forta davallada de l'economia, demostrada a nivell urbà en el fet esmentat que no calgué urbanitzar més enllà de la muralla del segle xiv fins a darreries del segle xix.